# King's Quest VII: The Princeless Bride
King's Quest VII: The Princeless Bride is een grafisch point-and-click avonturenspel uit 1994 van Sierra On-Line. Het is het zevende spel uit de King's Quest-reeks. Het is het enige spel uit de reeks waar koning Graham niet in het verhaal wordt vermeld en waar de speler twee protagonisten bestuurt. Ondanks de tekeningen doen vermoeden dat het spel geschikt is voor zowat alle leeftijden, zitten er heel wat bloederige en gewelddadige scènes is. Net zoals bij de andere spellen uit de reeks is de titel een verwijzing naar een andere bestaande titel. In dit geval verwijst de titel naar de roman The Princess Bride van William Goldman.

## Spelbesturing
De opbouw van KQVII is anders dan bij de eerdere spellen uit de reeks. Het spel bestaat uit 6 hoofdstukken die elk in een ander deel van het land Eldritch afspelen. De speler bestuurt afwisselend de personages Valanice en Rosella. Ook wordt gebruikgemaakt van een "slimme cursor" dewelke oplicht wanneer deze op een object komt. Tevens kan men dan de cursor wijzigen in een bepaalde interactie zoals spreken, nemen, gebruiken of openen. In eerdere spellen diende men eerst onderaan in de actielijst op een werkwoord te klikken en vervolgens op het object. 
Ook afwijkend met de andere spellen is dat dit spel slechts twee mogelijke eindes heeft, daar waar dit bij de andere meer zijn. Dit spel heeft een goed of een slecht einde naargelang Rosella haar geliefde Edgar kan redden of niet. 
Het spel was destijds revolutionair omwille van de kleurrijke achtergronden en animatietechnieken. Het was ook een van de eerste avonturenspellen dat scrollende decors had.

## Verhaal
Koningin Valanice tracht haar dochter, prinses Rosella, in te zien dat het belangrijk is dat de jongedame trouwt. Echter is Rosella rebels en ze droomt eerder over een avontuurlijk leven dan over te trouwen. Op een dag ziet Rosella een magisch zeepaardachtig wezen in een meer en duikt in het water om het dier te achtervolgen. Valanice volgt haar. Ze komen terecht in een grote magische draaikolk. Plots wordt Rosella gegrepen door een trolachtige arm die haar uit de kolk haalt. De magische draaikolk brengt Valanice over naar een woestijn in het land van Eldritch. Rosella is bij een trollenvolk belandt. Zelf is zij nu ook een trol en ze wordt uitgehuwelijkt aan de trollenkoning.
Rosella en Valanice trachten elkaar te vinden, maar komen al snel te weten dat Eldritch in gevaar is: de slechte tovenares Malicia heeft enkele belangrijke leiders gevangengenomen en ze wil Eldritch vernietigen. Daarnaast moet Rosella ook haar oorspronkelijke uiterlijk krijgen. Tijdens het spel wordt Rosella verliefd op prins Edgar die uiteindelijk sterft.
Het spel heeft twee eindes:
- Goed einde: wanneer prins Edgar tot leven wordt gewekt, zal Rosella met hem trouwen en eindigt het spel met de huwelijksceremonie en bijhorend feest.
- Slecht einde: wanneer prins Edgar niet tot leven wordt gewekt, zal het spel eindigen met diens begrafenisplechtigheid.

## Personages
| Personage               | Omschrijving |
| ----------------------- | --- |
| Valanice                | Zij is de koningin van Daventry. Ze belandt tezamen met haar dochter Rosella in een magische draaikolk. Valanice belandt in een woestijn van het land Eldritch. Daar gaat ze op zoek naar haar dochter, moet ze Eldritch redden van de slechte tovenares Malicia en moet ze een weg vinden om terug naar haar eigen woonplaats Daventry te keren. |
| Rosella                 | Zij is de dochter van Valanice en daardoor prinses van Daventry. Ze springt in een vijver en belandt in een magische waterkolk. Ze wordt gered door een trollenvolk dat haar omtovert tot trol en uithuwelijkt aan de trollenkoning. Ze moet terug een menselijk uiterlijk krijgen, het huwelijk verhinderen, het land van Eldtrich redden van de slechte tovenares Malicia en terugkeren naar haar eigen woonplaats Daventry.                                                                                                   |
| Mathilde                | Ze is de oude verpleegster van trollenkoning Otar Fenris III. Ze heeft veel kennis van magie en bezweringen. Zij kan Rosella terug omvormen tot mens. Ook roept ze de draak Toad op die weet waar de echte trollenkoning is. |
| Edgar                   | Edgar is de prins van Etheria, een zwevend land in de wolken die boven Eldtrich hangen. Edgar werd betoverd door de slechte tovenares Malicia die hem omvormde tot trol en hem daarna brainwashde en opdracht gaf om de plaats van de echte trollenkoning in te nemen. Op het einde van het spel krijgt hij terug zijn eigen uiterlijk en wordt Rosella verliefd op hem. Echter sterft Edgar. De speler heeft dan enkele seconden tijd om Edgar te doen herleven. Naargelang deze actie heeft het spel een goed of slecht einde. |
| Malicia                 | Ze is de antagonist van het spel. Ze wil het land van Eldtrich en Etheria vernietigen. Daarom ontvoert ze Edgar, de prins van Etheria. Ze vormt hem om tot trol en brainwasht hem zodat hij denkt dat hij trollenkoning Otar Fenris III is. Malicia ontvoert de echte trollenkoning en houdt hem vast in Ooga Booga Land. |
| Attis                   | Hij is de meester van de jacht. Hij is in het spel eerst te zien in de vorm van een hert dat een grote boom beschermt. Deze boom was ooit Ceres, de godin van de lente. |
| Archduke Fifi le YipYap | Hij is een poedel die werkt voor de stad Falderal. Hij houdt een verjaardagsfeest wanneer Valanice hem ontmoet. |
| Boogeyman               | Deze boeman duikt her en der op en tracht Rosella of Valanice te ontvoeren of te doden. De boeman verschijnt steeds uit de grond met een bijhorend deuntje dat ongeveer 10 seconden duurt. Na afloop van het deuntje zal hij aanvallen. Rosella kan aan de boeman ontsnappen indien ze zich verkleedt als La Llorona. Echter, als Rosella de vorm aanneemt van Lady Tsepish en ze blijft in die vorm te lang op een bepaalde plaats, verschijnt de boeman uit het niets. Hij zal dan Rosella onmiddellijk trachten te doden.     |
| Dr. Mort Cadaver        | Hij is wetsdokter van Ooga Booga Land en staat ook in voor de gezondheid van de inwoners. Zijn patiënten hebben letterlijke aandoeningen zoals een gebroken hart. Cadaver is klein omdat hij ooit zijn ruggengraat afstond. Rosella vindt voor hem een andere ruggengraat zodat hij enorm groot wordt. |
| Count Vladimir Tsepish  | Hij is een voormalig landheer van Ooga Booga Land. Malicia sprak een vloek over hem uit waardoor hij met zijn paard constant door de lucht vliegt en mensen tracht te doden. Zijn woning werd platgebrand waarbij zijn hond stierf. De geest van de hond bewaakt het pand nog steeds. Valanice moet de vloek terugdraaien. |
| Lady Tsepish            | Zij is de "weduwe" van Vladimir Tsepish. Ze heeft zulk verschrikkelijk gelaat dat eenieder wie haar aankijkt prompt sterft. |